# Uhtju saar
Uhtju saar est un archipel d'Estonie dans le golfe de Finlande.

## Géographie
L'archipel appartient à la commune de Vihula. Ses deux îles principales sont Põhja-Uhtju (10,1 ha) et Lõuna-Uhtju (6,2 ha). 

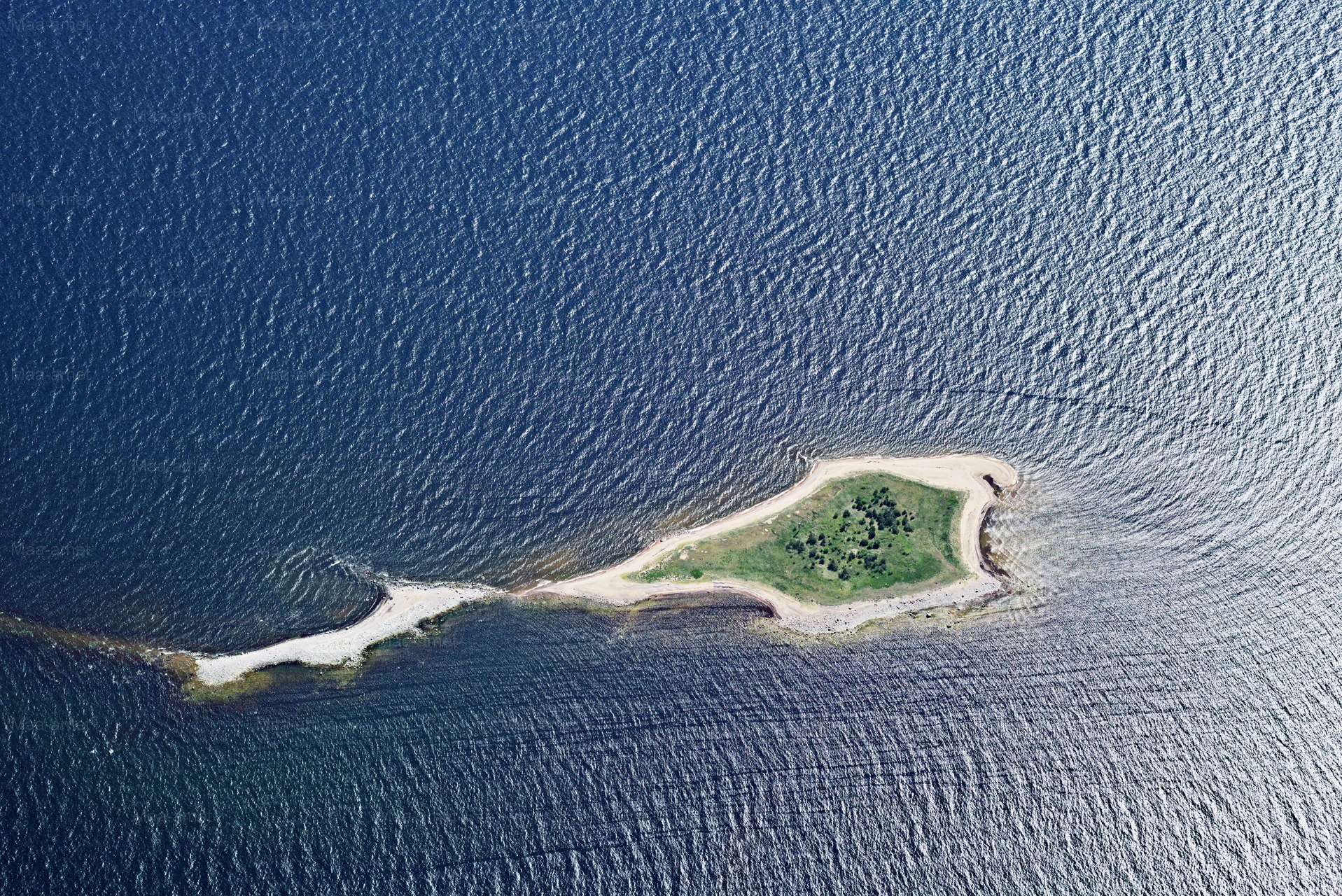